# Temporada 1971 del Campeonato de Europa de Rally
La temporada 1971 fue la edición 19º del Campeonato de Europa de Rally. Comenzó el 6 de febrero en el Rally Routes du Nord y finalizó el 14 de noviembre en el Tour de Belgique. El certamen contaba con un calendario de diecinueve pruebas. El ganador fue el polaco Sobieslaw Zasada.

## Calendario
| N.º | Fecha               | Rally                                          |
| --- | ------------------- | ---------------------------------------------- |
| 1   | 6-7 de febrero      | Rally Routes du Nord                           |
| 2   | 5-7 de marzo        | Rallye Lyon-Charbonnières - Stuttgart-Solitude |
| 3   | 17-20 de marzo      | Rally DDR - Pneumant Rallye                    |
| 4   | 1-3 de abril        | Rally dell'Isola d'Elba                        |
| 5   | 11-12 de abril      | Circuit of Ireland                             |
| 6   | 21-23 de mayo       | Int. AvD-Rallye Wiesbaden                      |
| 7   | 3-5 de junio        | Internationale Semperit - Rallye               |
| 8   | 5-10 de junio       | Scottish Rally                                 |
| 9   | 18-20 de junio      | Rally de Genève                                |
| 10  | 2-4 de julio        | Rally Vltava                                   |
| 11  | 15-17 de julio      | Rajd Polski                                    |
| 12  | 12-14 de agosto     | Internationale Donau - Elan - Rallye           |
| 13  | 20-22 de agosto     | Rally de Finlandia                             |
| 14  | 26-28 de agosto     | Rally San Martino di Castrozza                 |
| 15  | 17-25 de septiembre | Tour de Francia Automovilístico                |
| 16  | 5-10 de octubre     | Rali Internacional TAP                         |
| 17  | 15-17 de octubre    | Rallye der 1000 Minuten                        |
| 18  | 23-25 de octubre    | 19.º RACE Rally de España                      |
| 19  | 11-14 de noviembre  | Tour de Belgique Texaco                        |

## Resultados

### Campeonato de pilotos
| Pos. | Piloto           | ROU | LCS | DDR | ELB | IRL | WIE | SEM | SCO | GEN | VLT | POL | DER | FIN | MAR | TOU | POR | 100 | ESP | BEL | Puntos |
| 1.   | Sobieslaw Zasada | 17  |     | 1   |     |     | 17  | 9   |     |     | Ret | 1   | 2   |     |     |     |     | 5   | 4   | 3   | 59     |
| 2.   | Sandro Munari    |     |     |     |     |     |     | 1   |     |     |     |     |     |     | 1   |     | Ret | 1   | 6   |     | 45     |